# Вербецька сільська рада
Вербе́цька сільська́ ра́да — колишня адміністративно-територіальна одиниця та орган місцевого самоврядування в Ярмолинецькому районі Хмельницької області. Адміністративний центр — село Вербка.

## Загальні відомості
- Територія ради: 22,3 км²
- Населення ради: 552 особи (станом на 2001 рік)

## Населені пункти
Сільській раді були підпорядковані населені пункти:
- с. Вербка

## Склад ради
Рада складалася з 14 депутатів та голови.
- Голова ради: Трембач Юрій Антонович
- Секретар ради: Москальчук Марія Іванівна

### Керівний склад попередніх скликань
| Прізвище, ім'я, по батькові | Основні відомості                                                 | Дата обрання | Дата звільнення |
| --------------------------- | ----------------------------------------------------------------- | ------------ | --------------- |
| Шургай Петро Францович      | Сільський голова, 1949 року народження, член Народної партії      | 26.03.2006   | 31.10.2010      |
| Трембач Юрій Антонович      | Сільський голова, 1966 року народження, освіта вища, безпартійний | 31.10.2010   |                 |

Примітка: таблиця складена за даними сайту Верховної Ради України

### Депутати
За результатами місцевих виборів 2010 року депутатами ради стали:

#### За суб'єктами висування
| Суб'єкт висування | Кількість обраних депутатів | %    |
| ----------------- | --------------------------- | ---- |
| Самовисування     | 12                          | 85,7 |
| Партія регіонів   | 2                           | 14,3 |

#### За округами
| № округу        | Прізвище, ім'я, по батькові     | Дата визнання обраним | Освіта  | Партійна приналежність | Відомості про обраного депутата   |
| --------------- | ------------------------------- | --------------------- | ------- | ---------------------- | --------------------------------- |
| Партія регіонів |                                 |                       |         |                        |                                   |
| 5               | Зачинський Леонтій Францович    | 04.11.2010            | середня | член Партії регіонів   | тимчасово не працює               |
| 13              | Стаднік Володимир Леонідович    | 04.11.2010            | середня | член Партії регіонів   | тимчасово не працює               |
| Самовисування   |                                 |                       |         |                        |                                   |
| 1               | Крамар Володимир Михайлович     | 04.11.2010            | середня | позапартійний          | Ярмолинецький «Агроліс», лісничий |
| 2               | Смоляк Катерина Антонівна       | 04.11.2010            | вища    | позапартійна           | тимчасово не працює               |
| 3               | Олійник Марія Сергіївна         | 04.11.2010            | середня | позапартійна           | тимчасово не працює               |
| 4               | Москальчук Марія Іванівна       | 04.11.2010            | середня | позапартійна           | Вербецька сільська рада, секретар |
| 6               | Плечак Генефа Олексіївна        | 04.11.2010            | середня | позапартійна           | тимчасово не працює               |
| 7               | Юськова Світлана Василівна      | 04.11.2010            | середня | позапартійна           | тимчасово не працює               |
| 8               | Швець Ніна Миколаївна           | 04.11.2010            | середня | позапартійна           | магазин «Максим», продавець       |
| 9               | Швець Сергій Євгенович          | 04.11.2010            | середня | позапартійний          | тимчасово не працює               |
| 10              | Олійник Ганна Станіславівна     | 04.11.2010            | середня | позапартійна           | тимчасово не працює               |
| 11              | Лобода Віктор Олександрович     | 04.11.2010            | середня | позапартійний          | тимчасово не працює               |
| 12              | Цвігун Михайло Станіславович    | 04.11.2010            | вища    | позапартійний          | тимчасово не працює               |
| 14              | Москальчук Генефа Брониславівна | 04.11.2010            | середня | позапартійна           | тимчасово не працює               |

## Господарська діяльність
Основним видом господарської діяльності населеного пункту сільської ради є сільськогосподарське виробництво. Воно складається із сільськогосподарських товариств: СТОВ «Грінлайн-СК Агрогруп», ФГ «Явір», ФГ ПВВ «Агро» і більше 2-х десятків індивідуальних (одноосібних) селянських (фермерських) господарств. Основним видом сільськогосподарської діяльності є вирощування зернових культур, цукрового буряку, плодово-ягідних культур; допоміжним — виробництво м'ясо-молочної продукції і овочевих культур.
У селі Вербка працює поштове відділення, АТС, два магазини, фельдшерсько-акушерський пункт, приміщення освітянського закладу на 120 місць (не працює).

## Річки
Територією сільської ради протікає річка Вовчок, яка тече із заходу на схід в північній частині території сільської ради і впадає у річку Вовк (басейн річки Південний Буг) на території Деражнянського району. На території Вербецької сільської ради починається безіменна річка, тече в південному напрямку і впадає в річку Ушиця (басейн річки Дністер).

## Заповідні об'єкти
На території ради розташовані: парк — пам'ятка садово-паркового мистецтва «Вербецький» (4,8 га), урочище «Безодня» — багате на археологічні знахідки знарядь праці з каменю, крем'яних ножів, фрагментів гончарних виробів, та інше.